# 金子彦太郎

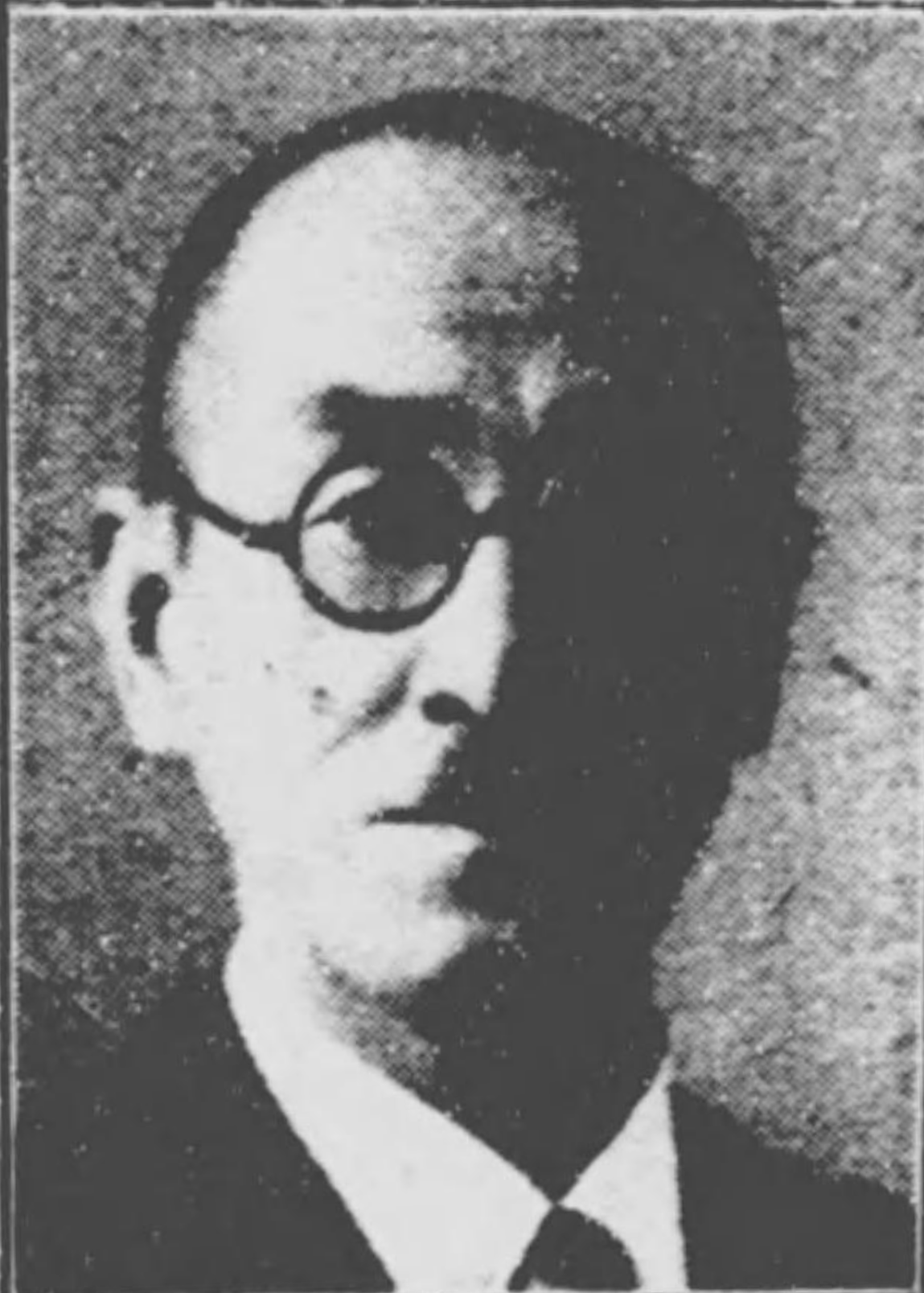
金子彦太郎

金子 彦太郎（かねこ ひこたろう、1883年〈明治16年〉12月15日 - 1963年〈昭和38年〉12月4日）は、昭和時代の政治家。衆議院議員。静岡県富士郡今泉村長、吉原市長。静岡県会議長。大日本帝国陸軍軍人。最終階級は陸軍砲兵少尉。富士市名誉市民。

## 経歴
金子利七の長男として静岡県富士郡今泉村（吉原町、吉原市を経て現富士市）に生まれる。小学校卒業後、静岡中学校に学び、野球部（現在の静岡高校野球部）に所属した。1905年（明治38年）札幌農学校林学科を卒業。翌年の1906年（明治39年）9月、陸軍に入り、陸軍砲兵少尉に進み、1910年（明治43年）除隊帰郷した。
1921年（大正10年）今泉村会議員に当選。5期務めたのち、同村助役を2期。1935年（昭和10年）今泉村長に就任し、1942年（昭和17年）に吉原町と合併するまで務めた。また、1927年（昭和2年）10月より静岡県会議員を4期。同議長も務めた。
ほか、郡農会長、茶業組合長、養蚕業組合長、県農会名誉幹事、県茶業組合連合会議所理事、県養蚕業組合連合会長、県土地改良協会、県河川海岸協会各会長を歴任した。
1942年（昭和17年）4月の第21回衆議院議員総選挙では静岡県第2区から翼賛政治体制協議会の推薦を受け出馬し当選。衆議院議員を1期務めた。議員在任中は、翼賛会政調文部、農林兼務委員を務めた。
戦後、公職追放となった。追放解除後の1952年（昭和27年）吉原市長に当選し、3期務め、現職で急逝した。
特に治山治水に力を入れ、内山財産による2400ヘクタールの植林造成に尽くした。

## 栄典
位階
- 1963年（昭和38年） - 正五位[4]

勲章等
- 1963年（昭和38年） - 勲四等旭日小綬章[4]